# Мікітамяе (волость)
Мікітамяе (ест. Mikitamäe vald) — волость в Естонії, у складі повіту Пилвамаа.

## Положення
Площа волості — 104 км², чисельність населення на 1 січня 2011 року становила 909 осіб.
Адміністративний центр волості — село Мікітамяе. До складу волості входять ще 17 сіл:  Аудйассааре (Audjassaare), Бересйе (Beresje), Варесмяе (Varesmäe), Виипсу (Võõpsu), Ігрісе (Igrise), Йярвепяя (Järvepää), Кахква (Kahkva), Карісілла (Karisilla), Лаоссіна (Laossina), Лююбнітса (Lüübnitsa), Мікітамяе (Mikitamäe), Ніітсіку (Niitsiku), Пуугнітса (Puugnitsa), Рисна (Rõsna), Ряясолаане (Rääsolaane), Селісе (Selise), Тоомасмяе (Toomasmäe), Усінітса (Usinitsa).